# 이홍하
이홍하(李洪河, 1938년 7월 20일 ~ )는 대한민국의 교육자 출신 학교 설립자이다. 그러나 잦은 사학비리와 부실한 학교 운영으로 악명높은 인물이다. 자신이 설립한 학교들에서 1,000여억원이 넘는 교비를 횡령하여 사학비리 혐의로 기소되어 징역 9년 6개월을 선고받고 현재 복역중이다.

## 생애
그는 전라남도 고흥군에 태어나 조선대학교 생물학과를 졸업하고 순천고등학교와 광주고등학교에서 생물 교사로 부임하여 생물을 가르쳤다. 부인 서복영(전 한려대학교 총장) 역시 고등학교에서 가정을 가르치던 평범한 교사였다. 이들 부부는 광주광역시에서 목욕탕을 운영해 돈을 모았고, 1977년 부동산에 투자해 모은 5천만원으로 자신들의 이름 가운데 글자를 따서 ‘홍복학원’을 설립했다. 교사 시절에는 목욕탕을 같이 운영한 덕분에 일반적으로 경제적인 어려움에 시달렸던 당시의 다른 교사들과는 달리 매우 유복해서 학생들에게 촌지를 전혀 요구하지 않았으며 수업도 매우 재미있게 가르쳐서 학생들이 이홍하를 좋아했다. 다만 교직에 종사하는 사람이 다른 직업을 겸업하는 게 허락되지 않았던 시절이라 이 역시 구설수에 오르기도 했다.
이씨부부는 1979년옥천여자상업고등학교를 시작으로, 1991년에 서남대학교, 1993년에 광주예술대학교, 1995년에 한려산업대학교(현재의 한려대학교) 등 3개 고등학교와 5대 대학교 등 총 8개의 학교를 설립했으나 모두 부실대학, 부실학원으로 판정을 받았다. 또한 남광병원과 녹십자병원을 인수한 뒤 이 중 녹십자병원을 서남대학교 부속병원으로 만들었다. 다만 설립한 대학교는 모두 부실대학으로 선정되는 등 많은 물의를 일으켰지만 설립한 고등학교 중에서 대광여자고등학교만은 엄청난 명문고교로 광주광역시 최고의 명문여고로 명성이 높았다. 대광여자고등학교는 광주는 물론이고 호남권에서도 대체로 서울대학교, 연세대학교, 고려대학교 등 명문대 합격생을 많이 배출하는 편이다. 이홍하가 대광여자고등학교만큼은 정성을 들인 이유가 자신이 설립한 학교들 중 하나만이라도 제대로 유지되어야 학교법인 홍복학원이 인가취소되는 일을 막을 수 있기 때문이며 대광여자고등학교는 그러한 목적으로 운영되는 학교이기 때문에 학교법인 홍복학원에서 가장 정성을 들이고 있다. 
1998년 12월, 교비 409억원을 횡령하고 이를 대학설립 및 인수비용, 자녀 유학비용으로 사용한 혐의로 구속 기소 된바 있으며 1심에서 징역 3년 2월, 2심에서 징역 1년 6월, 집행유예 2년을 선고받은 뒤 불과 2개월만에 사면·복권되었다. 당시 법무부장관이 고흥출신 국회의원인 이홍하의 고향 동창생인 박상천 이었다. 2007년 2월에도 서남대 교비 3억 8천만원을 횡령하여 개인 대출채무를 변제한 혐의로 기소되어 징역 1년 6월, 집행유예 2년 선고받은 바 있다.
2012년, 그는 전국에 학교법인 7개를 설립하고 6개 대학을 운영하면서 1000억여원의 교비를 횡령한 혐의로 검찰에 의해 또 다시 구속 기소됐다. 
이홍하는 횡령한 돈 가운데 12억원을 이홍하가 소유 하고 있는 대학의 재단 이사인 아들 이현성(의사,당시 국립암센터 근무)의 아파트 구입과 차량 유지비 등 사적인 곳에 쓴 것으로 조사됐다. 아들의 아파트 구입 때는 세탁 과정을 모두 15단계 거쳤고, 소환 불응과 진술 거부로 수사도 방해했다고 검찰은 전했다.
교비 1000억원을 횡령한 혐의로 구속되었으나 이홍하는 법원의 병보석 허가로 2013년 2월 6일 풀려났다. 광주지법 순천지원 형사합의부(재판장 최영남)는 이날 ‘건강이 좋지 않고 증거인멸 우려가 없다’며 이홍하가 신청한 병보석을 허가했다. 이홍하는 오전 전남대병원에서 심장혈관 확장 시술을 받은 뒤 퇴원했다. 광주지검 순천지청은 ‘보석 허가는 국민의 법 감정에 어긋나는 결정’이라고 반발하며 항고할 방침을 세웠다. 이천세 순천지청 차장검사는 “이씨가 구속된 뒤에도 수사를 방해하고 증거의 조작과 인멸을 시도했다. 이홍하와 똑같은 시술을 받은 최시중 전 방송통신위원장도 법원은 수형생활을 할 수 있다며 그의 보석 신청을 기각했다”고 말했다.
이홍하는 20여년간 교사로 활동하면서 폭넓은 법조 인맥을 형성하여 왔으며, 그의 사위 2명은 모두 법조인으로 활동하고 있다. 특히 본 사건의 재판장이 이홍하의 사위인 정재오 서울고법 판사와 서울대 법대 선후배 관계이자 연수원 동기(25회)라는 점에서 보석신청이 허가된 배경에 언론의 주목을 받기도 했다.
그러나 2013년 여론에 의해 다시 재판을 하게 되었고 여기에서 이홍하는 징역 9년이라는 중형을 선고받았다. 이에 이홍하는 즉각적으로 항소를 실시했으나 오히려 항소하는 과정에서 추가혐의가 드러나는 바람에 감형은커녕 오히려 6개월이 증형되었다.
이 와중에 2015년 8월 중순에 50대의 동료재소자와 시비가 붙어 폭행을 당해 병원 응급센터에 후송되어 중환자실에 입원했다. 갈비뼈가 부러지고 이로 인해 간이 부서젔으며 턱뼈가 으깨지는 등 중상을 입었다.

## 수법
이홍하는 대학 한곳을 세우면 해당 대학에서 벌어들이는 등록금 수입을 빼돌려서 다른 대학을 설립하는 수법으로 계속적으로 여러개의 대학을 설립하였으며 자신이 설립한 대학에 그 어떤 투자도 하지 않고 등록금 수입을 자신의 개인재산으로 횡령했다.
또한 서남대학교 의과대학 부속 광주남광병원의 실태를 여러번 보고받음에도 불구하고 자기 몫을 챙기기에 눈이 어두워, 대다수의 교수들의 사퇴와 원내약국의 철폐, 몇몇 환자의 위독한 상황 등을 초래하기도 하였다.
또한 대학교가 폐교되더라도 학교법인을 유지시키기 위해서 대광여자고등학교만큼은 전라도 지역의 명문 여고로 성장시켰다.

## 이홍하가 설립한 학교

### 대학교
이홍하가 설립한 모든 대학은 2013년 8월 29일 대한민국 교육부에 의해 부실대학으로 지정되었으며, 최소 1회 이상 부실대학 지정 이력이 있다. 이 중에 서남대학교는 대한민국 교육부가 정부재정지원 제한대학 제도를 실시한 이래 단 한번도 빠지지 않고 부실대학으로 선정되었다.
- 서남대학교(2018년 폐교)
- 광주예술대학교 (2000년 폐교)
- 화성의과학대학교 (2021년 남촌의료재단에 매각)
- 한려대학교  (2022년 폐교)
- 광양보건대학교
- 서울제일대학원대학교(2017년 폐교)

### 고등학교
- 서진여자고등학교
- 대광여자고등학교
- 광남고등학교

## 기타
- 2015년 8월 21일 광주교도소에 수감 중 다른 교도소로 이감하는 동료 수감자에게 시비를 걸었다가 폭행을 당하여 광주 전남대학교병원 응급실로 이송, 치료중인 사실이 알려졌다.[6]